# Schlechteranthus
Schlechteranthus (лат.) — род суккулентных растений семейства Аизовые (Aizoaceae), подсемейства Ruschioideae, произрастающий на территории Капской провинции Южно-Африканской Республики.

## Название
Родовое латинское (научное) название Schlechteranthus дано в честь Максимилиана Шлехтера (Maximilian (Max) Schlechter, 1874-1960) – немецкого торговца и коллекционера растений, который проживал в Намибии и Южной Африке с 1896 года. Он был братом немецкого ботаника Рудольфа Шлехтера. Также в названии присутствует греческое слово anthos, — «цветок».
Из-за отсутствия официального русскоязычного названия рода в авторитетных источниках, вероятное произношение на русском языке может быть сформировано как «Шлехтерантус».

## Ботаническое описание

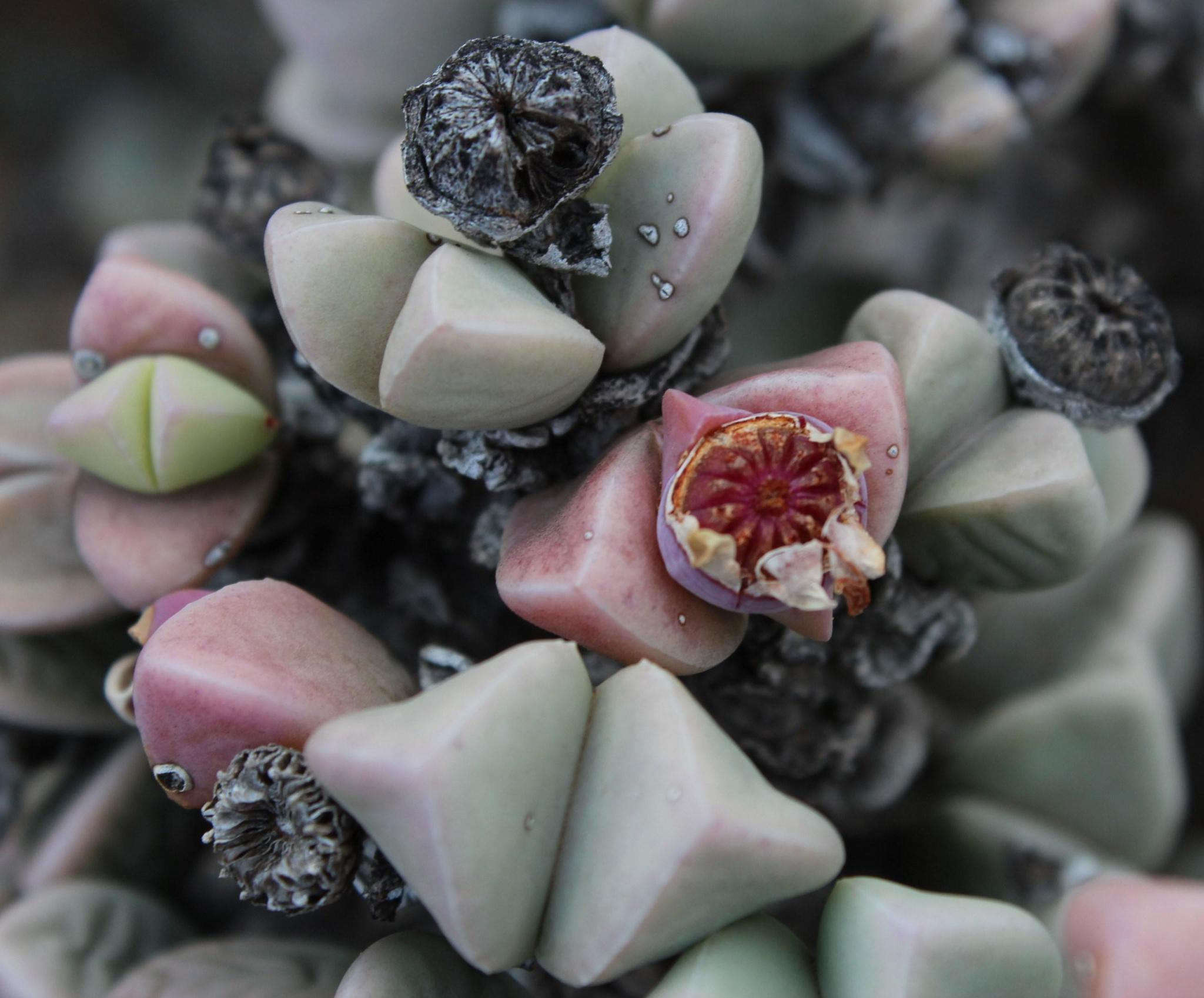
Schlechteranthus hallii

Представители рода – компактные кустарники, высотой до 40 см. Ветви плотно покрыты листвой, и междоузлия не заметны. Листья супротивные и объединены в пары, образуя тела длиной и шириной около 5 мм. Верхняя сторона листа плоская, с выпуклой спинкой, зачастую с 1 или 2 небольшими зубцами на спинке. Они имеют гладкую, блестящую поверхность с сероватым, голубоватым или красноватым оттенком. Устьичный аппарат находится в углублении, покрытом перистоматальными сосочками.
Цветки одиночные, практически без цветоножки. Средний чашелистик разделен на две части. Лепестки выстраиваются в 2 или 3 ряда, окрашены от белого до розового или фиолетового. Тычинки окружены стаминодиями и образуют центральный конус, а их нити поднимаются вверх. Нектарник образует зубчатое кольцо. Завязь выпуклая в верхней части. Плод — 10-12-гнездная коробочка. Семена грушевидные, слегка сплюснутые и шероховатые на ощупь, красновато-желтые.

## Таксономия
Schlechteranthus Schwantes, первое упоминание в Monatsschr. Deutsch. Kakteen-Ges. 1: 16. (1929).

### Синонимы
- Polymita N.E.Br.

### Виды
Согласно данным сайта WFO Plantlist на июнь 2023 года, род состоит из 2 подродов и 15 видов:
- Schlechteranthus subgen. Microphyllus R.F.Powell
  - Schlechteranthus abruptus (A.Berger) R.F.Powell
  - Schlechteranthus connatus (L.Bolus) R.F.Powell
  - Schlechteranthus inclusus (L.Bolus) R.F.Powell
  - Schlechteranthus parvus R.F.Powell & Klak
  - Schlechteranthus pungens (H.E.K.Hartmann) R.F.Powell
  - Schlechteranthus spinescens (L.Bolus) R.F.Powell
  - Schlechteranthus stylosus (L.Bolus) R.F.Powell
  - Schlechteranthus subglobosus (L.Bolus) R.F.Powell
  - Schlechteranthus tetrasepalus (L.Bolus) R.F.Powell
- Schlechteranthus subgen. Schlechteranthus
  - Schlechteranthus albiflorus (L.Bolus) Klak
  - Schlechteranthus diutinus (L.Bolus) Klak
  - Schlechteranthus hallii L.Bolus
  - Schlechteranthus holgatensis Klak
  - Schlechteranthus maximiliani Schwantes typus
  - Schlechteranthus steenbokensis (H.E.K.Hartmann) Klak

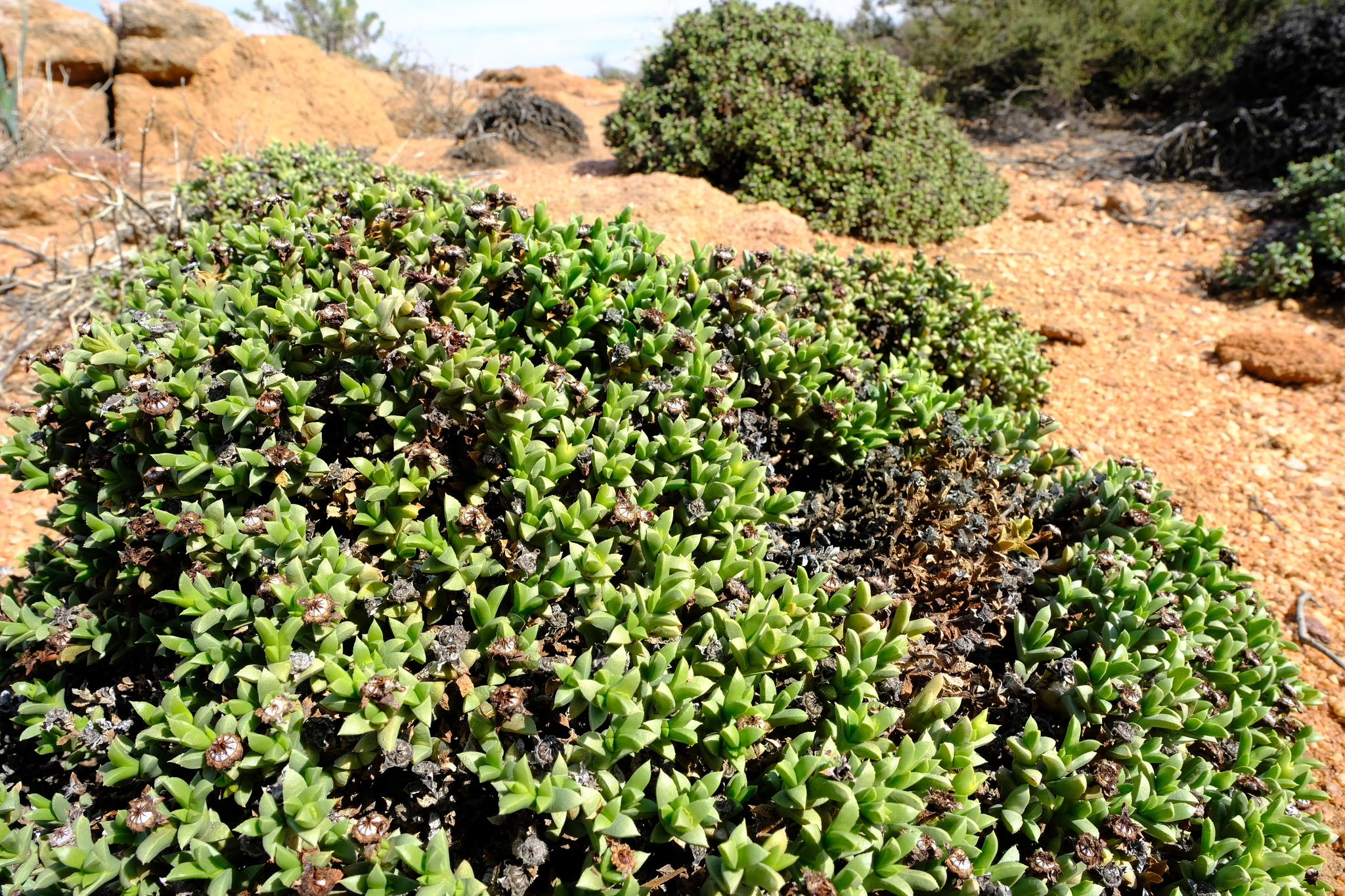
Schlechteranthus albiflorus
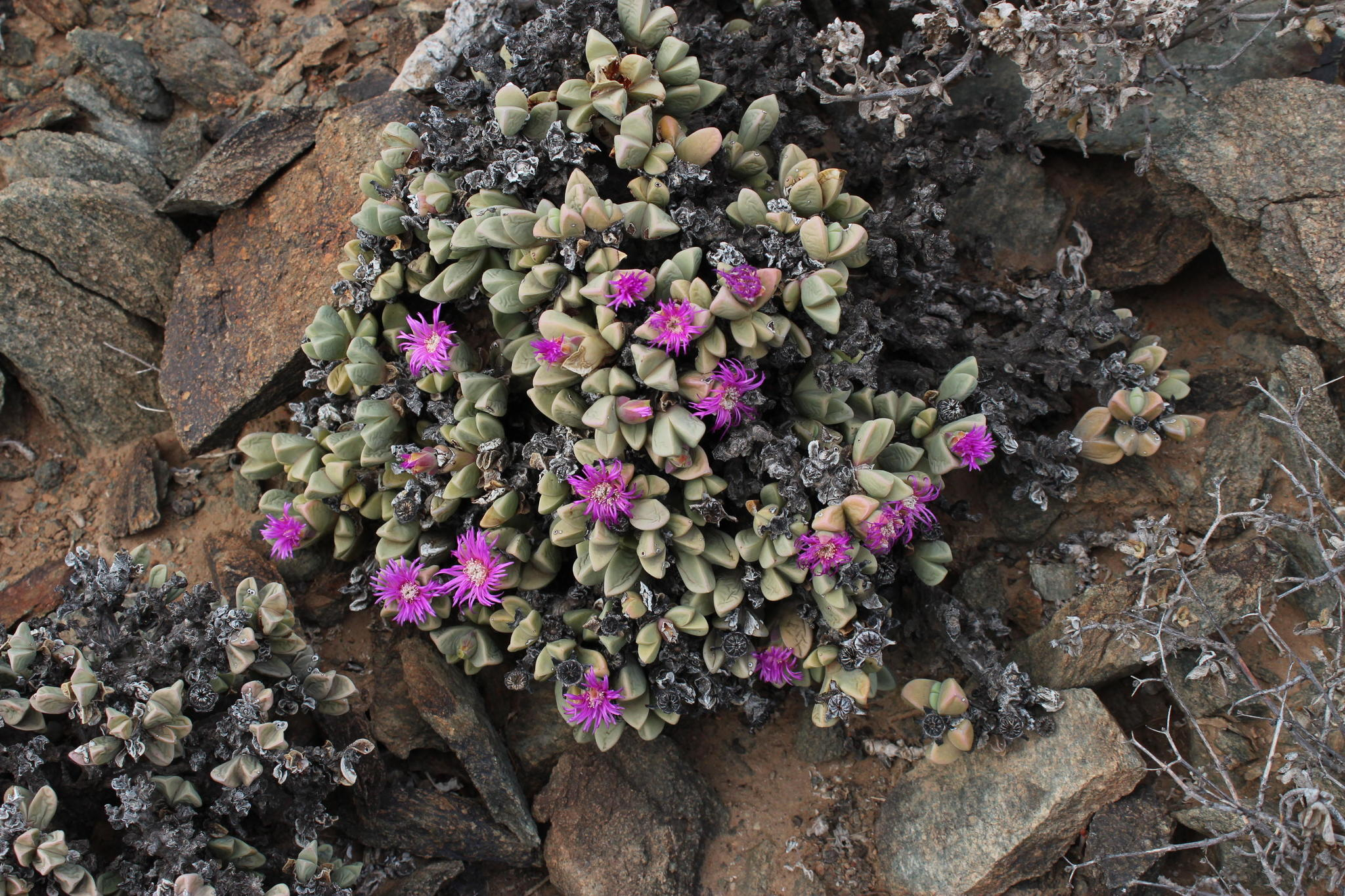
Schlechteranthus hallii
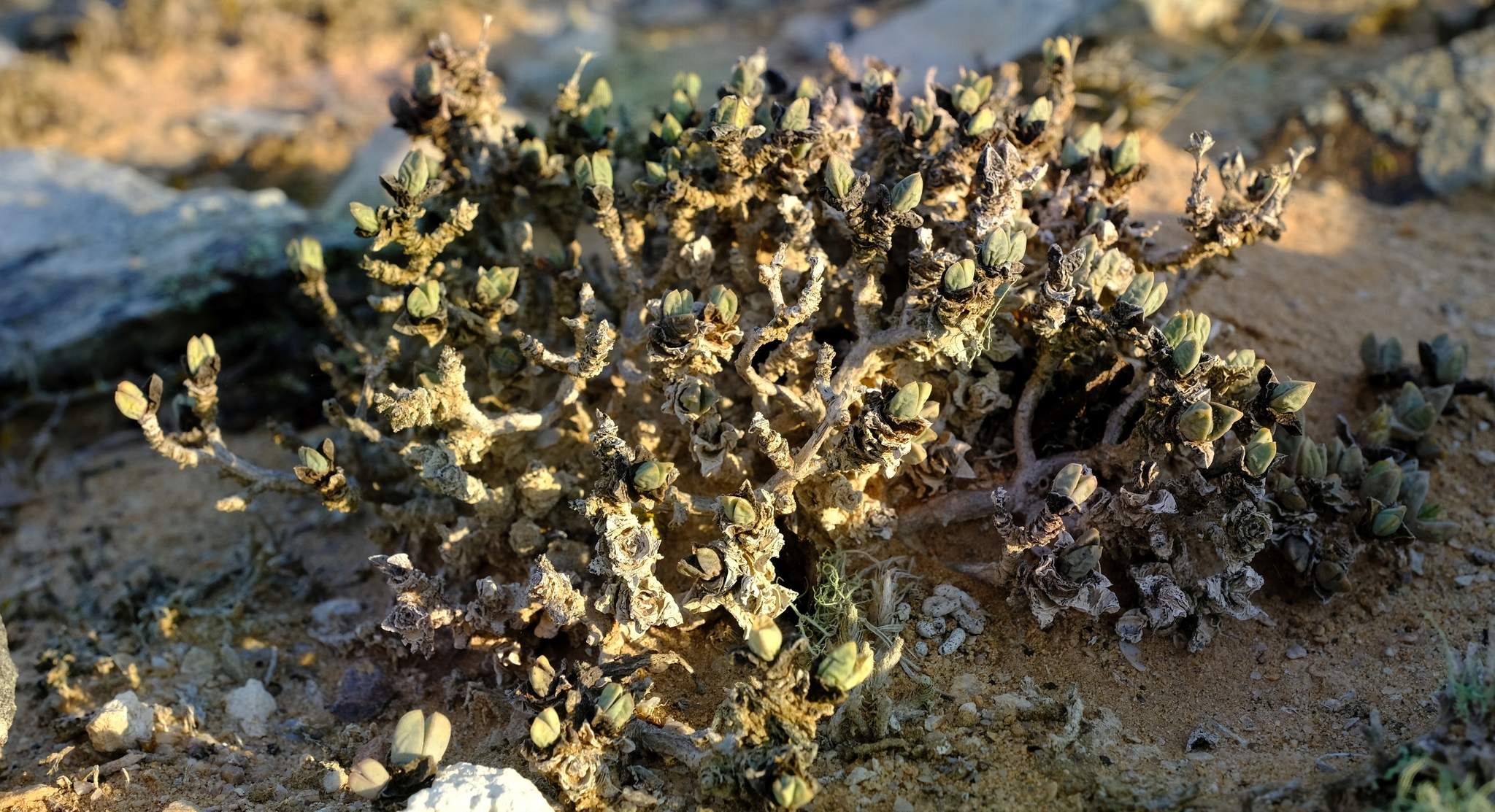
Schlechteranthus holgatensis
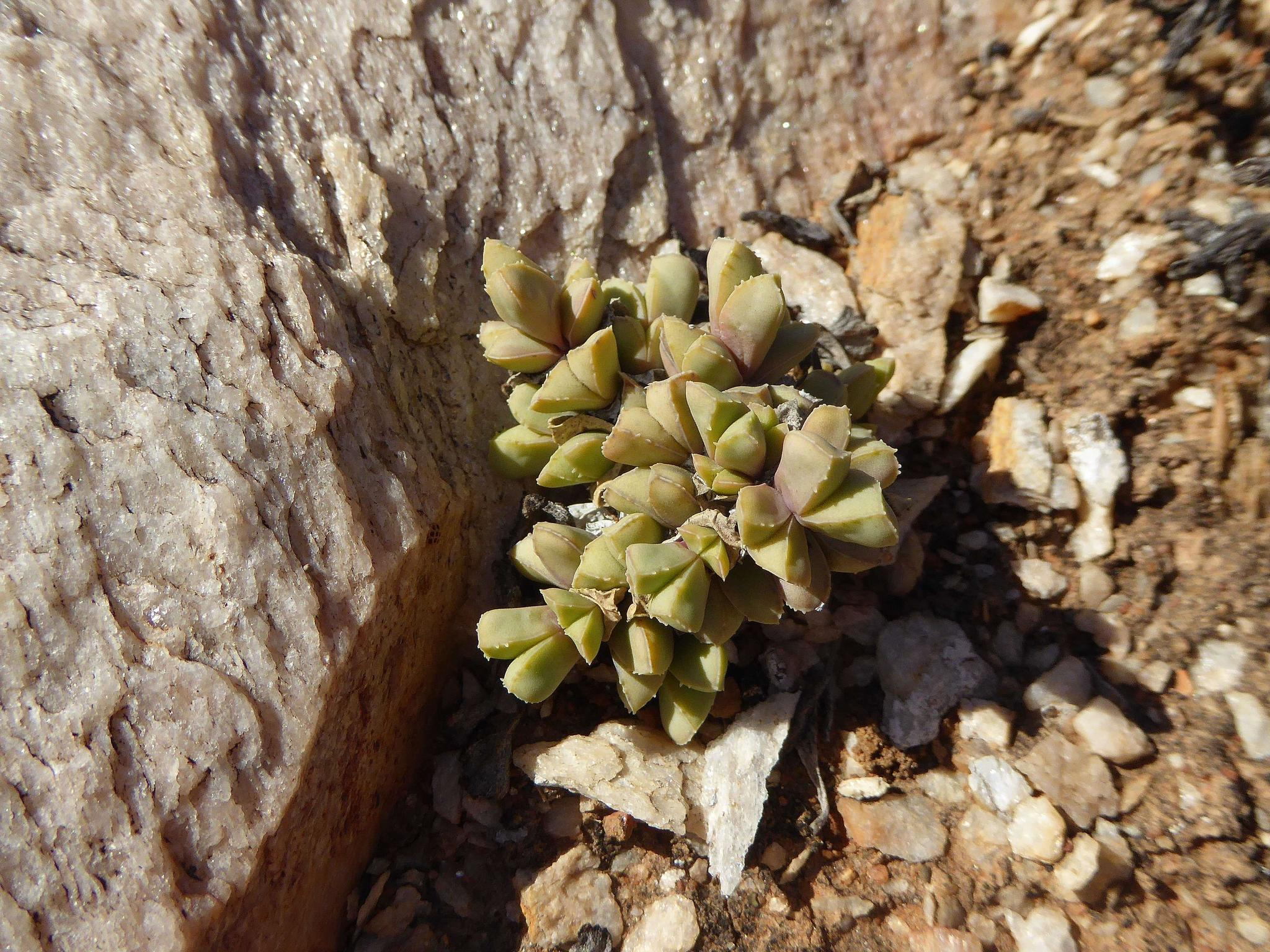
Schlechteranthus maximiliani
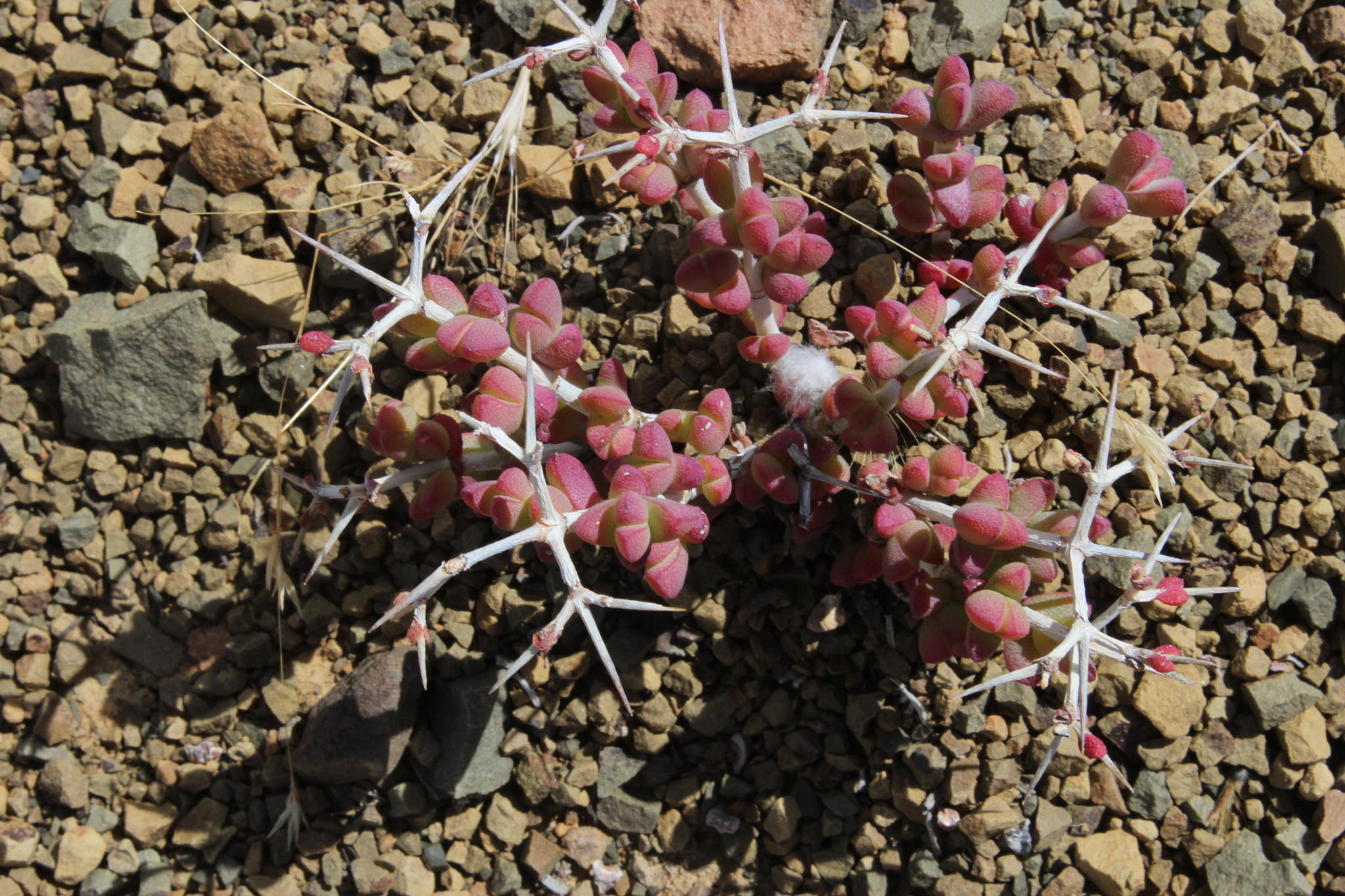
Schlechteranthus pungens
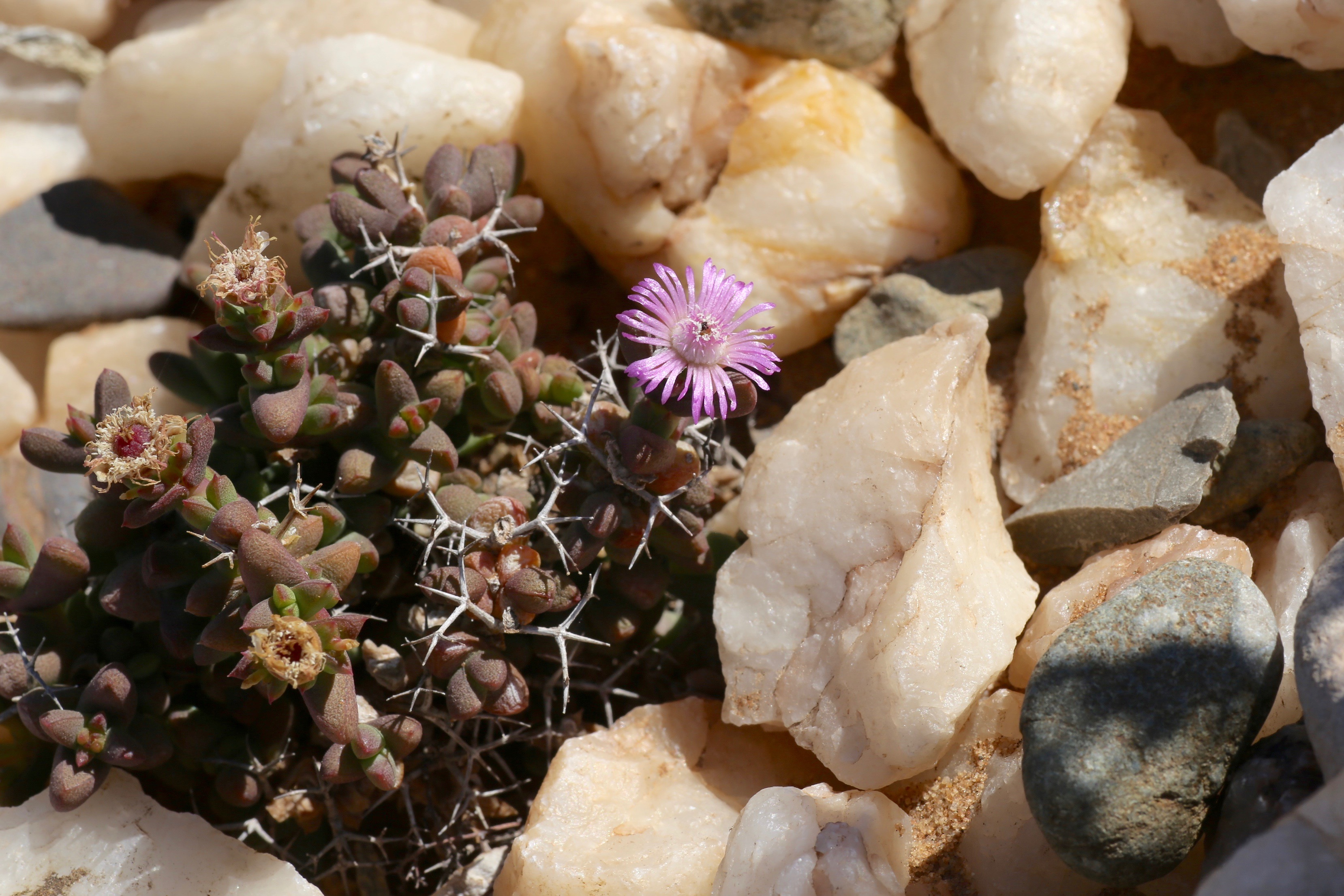
Schlechteranthus stylosus